# Kasteel van Moerzeke

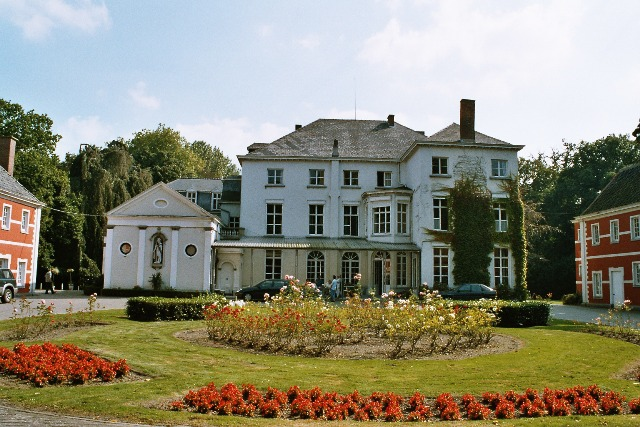
Kasteel van Moerzeke met kapel

Het Kasteel van Moerzeke (ook: Kasteel Nieulant) is een kasteel in de tot de Oost-Vlaamse gemeente Hamme behorende plaats Moerzeke, gelegen aan de Kasteellaan 1.

## Geschiedenis
Op deze plaats stond de omgrachte zetel van de heren van Moerzeke. In de 13e eeuw kwam het kasteel in handen van de familie van Grimbergen en daarna van de familie van Maldegem die tot 1484 de heerlijkheid in bezit had. Tijdens de Vlaamse Opstand tegen Maximiliaan werd het kasteel in 1488 verwoest en bleef daarna langere tijd onbewoond. Pas onder Karel van der Borch, heer van Moerzeke, werd in het derde kwart van de 17e eeuw een nieuw kasteel gebouwd. In 1757 werd het nog omschreven als: een groot casteel met de schuere ende stallingen remiesen poorten duyven keette ende ….alsoock de hovinghen ende boomgaerden singels wallen dreven….
In 1796 kwam het aan Karel-Francois de Lichtervelde, wiens dochter huwde met Karel de Nieulant en zo kwam het kasteel in bezit van de familie De Nieulant.
In 1935 werd het kasteeldomein openbaar verkocht en kwam het aan de Zusters van Sint-Vincentius a Paulo, die in Wichelen en Moerzeke een klooster bezaten. Voor de nieuwe functie van retraitehuis moesten ingrijpende verbouwingen en uitbreidingen plaatsvinden. In 1937 werd een kloosterkapel gebouwd. In 1954 werd het noordelijk deel van het domein verkocht aan het Priester Poppe Comité en later werd hier de Priester Poppekapel gebouwd.
In 2001 kwam het domein aan de Broeders van Liefde die er een scholasticaat en een vormings- en bezinningscentrum huisvestten.

## Gebouw
Door de uitbreidingen van 1937 is er een complexe structuur van het gebouw ontstaan. De oudere kern, overeenkomstig de toestand aan het begin van de 20e eeuw, is L-vormig en bevat nog bescheiden restanten van de situatie uit de 2e helft van de 18e eeuw, met name de kelder.
De kapel, gewijd aan Maria Middelares, bevindt zich links van het hoofdgebouw. De voorgevel heeft een driehoekig fronton als topgevel, met vier pilasters. Centraal in de voorgevel staat een rondboognis met een beeld van Maria met Kind, van de hand van Oscar Sinia.
Begin 20e eeuw bestonden er aan de voorhof nog twee dienstgebouwen: een oranjerie en een boerderij. In 1936 respectievelijk 1950 werden deze verbouwd tot retraitehuis.
Het geheel bevindt zich in een omgracht park met een vijver en een zeshoekig prieel.